# 사이고 주토쿠
사이고 주토쿠(西郷従徳)는 일본의 육군 군인, 정치인(귀족원의원), 화족이다. 작위는 후작. 최종계급은 육군 대령. 일본 육군사관학교 11기생.
사이고 주도의 차남이며 사이고 다카모리의 조카이다.
사이고 후작은 명문가 출신으로, 러일전쟁 참전 군인이자, 귀족원 의원, 자산가로 일본 근대 귀족사회의 일원으로 활약했다. 생애 백부와 부친의의 유산을 계승하며, 근대 일본의 정치·군사·사회 분야에서 족적을 남겼다.

## 가족 관계
- (증조부)사이고 다쓰에몬 다카미쓰(西郷龍右衞門隆充, 생년 미상 - 1852년 9월 1일, 사이고 기치베의 아들)
- (증조모)요쓰모토 요시테루(四本義照)의 여동생(생년 미상 - 1862년 5월 29일)
  - (조부)사이고 기치베(西郷吉兵衞, 1806년 - 1852년 9월 27일)
  - (조모)시하라 마사(椎原政佐, 생년 미상 - 1853년 음력 11월 29일)
    - (아버지)사이고 주도(西郷従道, 1843년 6월 1일 - 1902년 7월 18일)
    - (어머니)기요코(清子, 1854년 - 1928년, 도쿠노 요스케(得能良介)의 장녀)
      - (형)사이고 주리(西郷従理, 1874년 10월 9일 - 1884년 12월 10일)
      - (본인)사이고 주토쿠(西郷従徳, 1878년 10월 21일 - 1946년 2월 6일)
        - (아들)사이고 주고(西郷従吾, 1903년 5월 19일 - 1980년 6월 14일)
          - (손자)사이고 주세쓰(西郷従節)

      - (동생)사이고 도요히코(西郷豊彦)
        - (조카)사이고 미쓰히코(西郷光彦)

      - (동생)가미무라 쓰구요시(上村従義) - 가미무라 히코노조 남작의 양자로 입적
      - (동생)사이고 쓰구치카(西郷従親)

| 전임 사이고 주도 | 제2대 사이고 (주도) 후작가 당주 1902년 ~ 1946년 | 후임 사망으로 인한 작위 상실 |